# Jordan Mickey
Jordan Grayson Mickey (Dallas, 9 luglio 1994) è un cestista statunitense.

## Carriera
È stato selezionato dai Boston Celtics al secondo giro del Draft NBA 2015 (33ª scelta assoluta).

## Statistiche

### NCAA
| Anno      | Squadra    | PG | PT | MP   | TC%  | 3P%  | TL%  | RP  | AP  | PRP | SP  | PP   |
| --------- | ---------- | -- | -- | ---- | ---- | ---- | ---- | --- | --- | --- | --- | ---- |
| 2013-2014 | LSU Tigers | 34 | 34 | 32,8 | 53,4 | 0,0  | 69,5 | 7,9 | 1,1 | 0,6 | 3,1 | 12,8 |
| 2014-2015 | LSU Tigers | 31 | 31 | 34,9 | 50,4 | 11,1 | 64,6 | 9,9 | 1,3 | 0,9 | 3,6 | 15,4 |
| Carriera  | Carriera   | 65 | 65 | 33,8 | 51,8 | 7,1  | 66,9 | 8,8 | 1,2 | 0,8 | 3,3 | 14,0 |

#### Massimi in carriera
- Massimo di punti: 27 vs Weber State (22 novembre 2014)[2]
- Massimo di rimbalzi: 20 vs Mississippi State (31 gennaio 2015)
- Massimo di assist: 6 vs Gardner-Webb (15 novembre 2014)
- Massimo di palle rubate: 3 (2 volte)
- Massimo di stoppate: 7 (4 volte)
- Massimo di minuti giocati: 48 vs Georgia (10 gennaio 2015)

### NBA

#### Regular Season
| Anno      | Squadra        | PG | PT | MP   | TC%  | 3P%  | TL%  | RP  | AP  | PRP | SP  | PP  |
| --------- | -------------- | -- | -- | ---- | ---- | ---- | ---- | --- | --- | --- | --- | --- |
| 2015-2016 | Boston Celtics | 16 | 0  | 3,6  | 36,4 | -    | 50,0 | 0,8 | 0,1 | 0,0 | 0,7 | 1,3 |
| 2016-2017 | Boston Celtics | 25 | 1  | 5,6  | 44,1 | 0,0  | 57,1 | 1,4 | 0,3 | 0,1 | 0,2 | 1,5 |
| 2017-2018 | Miami Heat     | 23 | 3  | 12,3 | 47,6 | 12,5 | 68,4 | 3,5 | 0,4 | 0,3 | 0,4 | 4,0 |
| Carriera  | Carriera       | 64 | 4  | 7,5  | 44,9 | 11,8 | 60,5 | 2,0 | 0,3 | 0,1 | 0,4 | 2,4 |

#### Play-off
| Anno     | Squadra        | PG | PT | MP  | TC%  | 3P% | TL% | RP  | AP  | PRP | SP  | PP  |
| -------- | -------------- | -- | -- | --- | ---- | --- | --- | --- | --- | --- | --- | --- |
| 2016     | Boston Celtics | 2  | 0  | 5,0 | 50,0 | -   | -   | 1,0 | 1,0 | 0,0 | 0,5 | 2,0 |
| 2017     | Boston Celtics | 2  | 0  | 9,0 | 40,0 | -   | -   | 2,5 | 0,0 | 0,0 | 0,5 | 2,0 |
| Carriera | Carriera       | 4  | 0  | 7,0 | 44,4 | -   | -   | 1,8 | 0,5 | 0,0 | 0,5 | 2,0 |

#### Massimi in carriera
- Massimo di punti: 9 (2 volte)[3]
- Massimo di rimbalzi: 10 vs Atlanta Hawks (18 dicembre 2017)
- Massimo di assist: 2 (5 volte)
- Massimo di palle rubate: 2 (2 volte)
- Massimo di stoppate: 3 (2 volte)
- Massimo di minuti giocati: 27 vs Los Angeles Clippers (16 dicembre 2017)

### G League

#### Regular Season
| Anno      | Squadra         | PG | PT | MP   | TC%  | 3P%  | TL%  | RP   | AP  | PRP | SP  | PP   |
| --------- | --------------- | -- | -- | ---- | ---- | ---- | ---- | ---- | --- | --- | --- | ---- |
| 2015-2016 | Maine Red Claws | 23 | 22 | 33,4 | 53,1 | 35,0 | 74,5 | 10,3 | 1,3 | 0,8 | 4,4 | 17,4 |
| 2016-2017 | Maine Red Claws | 12 | 12 | 32,6 | 51,5 | 43,8 | 75,6 | 8,8  | 1,6 | 0,8 | 2,8 | 20,8 |
| Carriera  | Carriera        | 35 | 34 | 33,1 | 52,5 | 40,4 | 74,8 | 9,7  | 1,4 | 0,8 | 3,8 | 18,6 |

#### Playoffs
| Anno     | Squadra         | PG | PT | MP   | TC%  | 3P%  | TL%  | RP   | AP  | PRP | SP  | PP   |
| -------- | --------------- | -- | -- | ---- | ---- | ---- | ---- | ---- | --- | --- | --- | ---- |
| 2016     | Maine Red Claws | 2  | 0  | 27,2 | 64,0 | 0,0  | 76,9 | 9,5  | 0,0 | 1,0 | 2,0 | 21,0 |
| 2017     | Maine Red Claws | 5  | 5  | 36,2 | 54,2 | 27,3 | 88,9 | 12,8 | 1,2 | 1,0 | 3,4 | 21,8 |
| Carriera | Carriera        | 7  | 5  | 33,6 | 56,5 | 23,1 | 83,9 | 11,9 | 0,9 | 1,0 | 3,0 | 21,6 |

### Eurolega
| Anno      | Squadra              | PG  | PT | MP   | TC%  | 3P%  | TL%  | RP  | AP  | PRP | SP  | PP   |
| --------- | -------------------- | --- | -- | ---- | ---- | ---- | ---- | --- | --- | --- | --- | ---- |
| 2018-2019 | Chimki               | 28  | 2  | 22,6 | 52,9 | 35,1 | 73,9 | 5,0 | 0,7 | 0,8 | 1,1 | 14,2 |
| 2019-2020 | Real Madrid          | 26  | 2  | 16,6 | 62,8 | 33,3 | 78,0 | 4,2 | 0,6 | 0,4 | 1,0 | 9,0  |
| 2020-2021 | Chimki               | 28  | 12 | 28,9 | 51,6 | 23,9 | 77,7 | 5,8 | 0,9 | 1,1 | 1,5 | 15,6 |
| 2021-2022 | Zenit S. Pietroburgo | 22  | 22 | 25,4 | 50,9 | 35,7 | 80,0 | 4,3 | 0,8 | 0,5 | 0,9 | 10,5 |
| 2022-2023 | Virtus Bologna       | 32  | 18 | 22,0 | 42,9 | 25,4 | 79,2 | 4,1 | 0,8 | 0,7 | 0,7 | 7,3  |
| 2023-2024 | Virtus Bologna       | 26  | 4  | 18,2 | 48,3 | 41,5 | 67,5 | 4,0 | 0,6 | 0,4 | 0,7 | 8,2  |
| Carriera  | Carriera             | 162 | 63 | 22,3 | 51,2 | 31,3 | 76,1 | 4,5 | 0,7 | 0,7 | 1,0 | 10,8 |

## Palmarès

### Squadra
- Copa del Rey: 1

Real Madrid: 2020
- Supercoppa spagnola: 1

Real Madrid: 2019
- VTB United League: 1

Zenit San Pietroburgo: 2021-22
- Supercoppa italiana: 2

Virtus Bologna: 2022, 2023

### Individuale
- VTB United League Finals MVP: 1

Zenit San Pietroburgo: 2021-22
- VTB United League Defensive Player of the Year: 1

Zenit San Pietroburgo: 2021-22